# Miller Motorsports Park

Banlayout för "Main Course".

Miller Motorsport Park är en racerbana belägen utanför Tooele, Utah, USA, ganska nära Salt Lake City. Banan har två internationella layouter, varav den 4,9 km långa varianten användes till Superbike-VM åren 2008 till 2011. Den 7,2 km långa banan används av AMA Superbike.

## Historia
Banan öppnade 2006 och finansierades av NBA-laget Utah Jazz ägare Larry H. Miller. Den blev den första banan i Utah kapabel till att arrangera internationella tävlingar, och fick snart American Le Mans Series. Säsongen 2008 tog Miller Superbike-VM till USA för första gången sedan Superbike-VM 2004, då det kördes på Laguna Seca Raceway. Banan har dock aldrig ansökt om en tävling i IndyCar Series, utan i bilsammanhang är det i stort sett bara sportvagnar som tävlar på banan.